# こいこい祭り
こいこい祭（こいこいまつり）とは、石川県加賀市で、毎年9月22日、23日に行われる祭り。主催はこいこい祭実行委員会。山中温泉最大のお祭り。
1961年(昭和36年)が第1回、「こいこい」とは温泉客として遠方から「来い、来い」と呼びかけを意味し、温泉客が飛び入りで踊りの輪に参加できるように、全国的に広く盆踊りとして知られたとされる炭坑節の踊り方を模している。
町人、芸妓衆、接待衆に浴客も加わって、唄と踊りの一大絵巻が展開。昼には掛け声も勇ましい湯女みこしや若衆みこし、大獅子の巡行などが行われる。